# زبان در قفا (سرده)
زبان در قفا (نام علمی: Consolida) نام یک سرده از تیره آلالگان است.